# 八丁座
八丁座 壱・弐（はっちょうざ いち・に）は、広島県広島市中区胡町にある映画館（ミニシアター）。映画興行会社の序破急によって運営されている。広島市の中心的商業地である紙屋町・八丁堀の福屋八丁堀本店（百貨店）8階に壱と弐の2スクリーンを有する。2013年から2016年まで、2階層上の10階に「八丁座映画図書館」を設置していた。

## 基礎情報
- 所在地 : 広島県広島市中区胡町6-26　福屋八丁堀本店8階
- 広島電鉄本線八丁堀電停すぐ
- 座席数 : 八丁座 壱 - 170席、八丁座 弐 - 70席[2]
- 運営会社 : 株式会社序破急（2010-）[2]
- 代表者 : 蔵本順子（2010-）[2]
- 支配人 : 住岡正明（2010-2011）[注 1]、蔵本健太郎（2012-）[2]

## 沿革
前身の映画館
- 1916年 – 日本館が開館
- 1950年 – 日本館が東洋座に改称
- 1975年 – 松竹東洋座がリニューアル開館、広島名画座が開館
- 2008年 - 松竹東洋座と広島名画座が閉館

八丁座
- 2010年 - 八丁座 壱・弐開館

## 歴史

### 前身の映画館

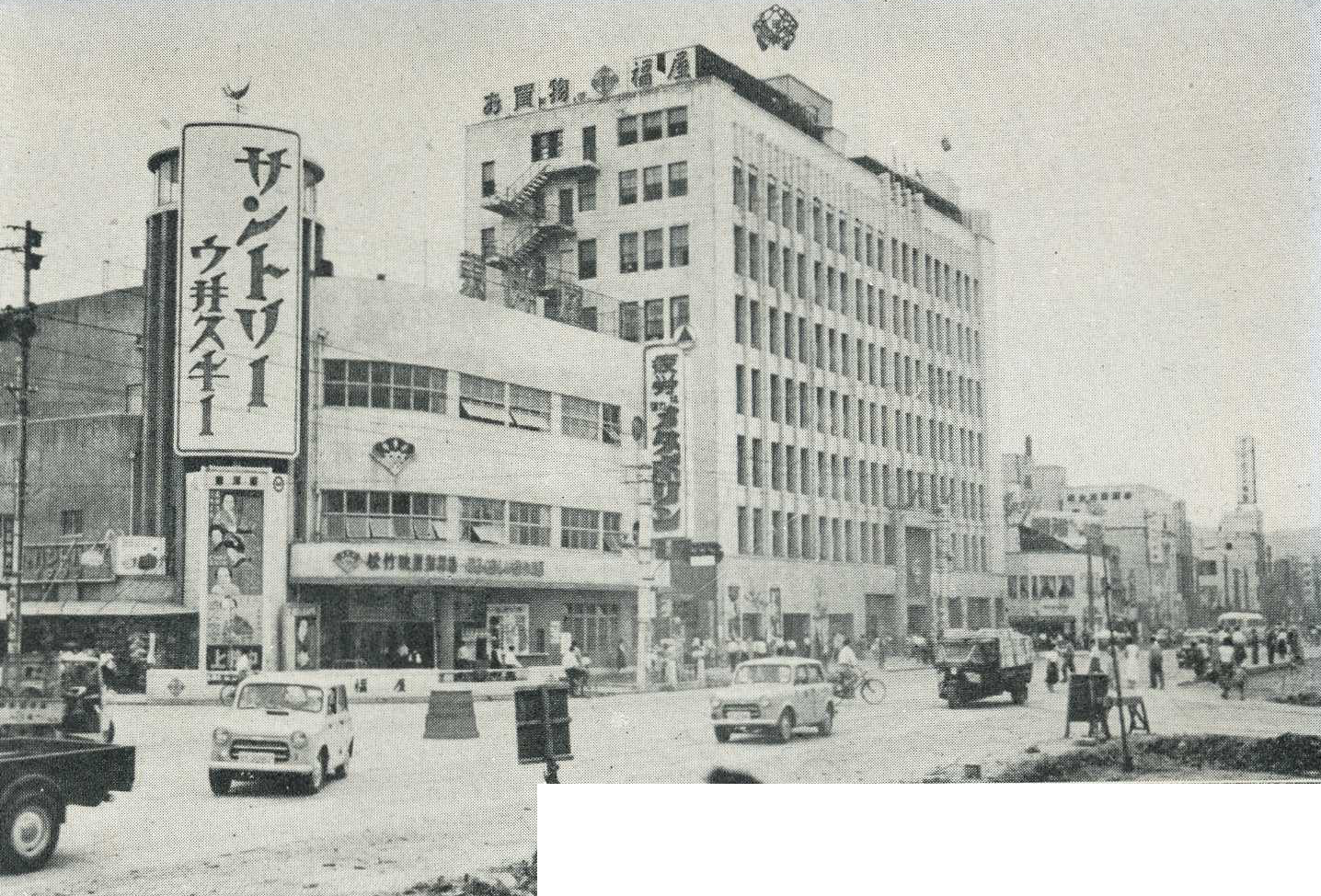
1955年頃の東洋座（写真左）

昭和30年代の広島市には50以上の映画館が点在していたが、テレビの普及などによって相次いで閉館した。福屋八丁堀本店東館がある場所には、2008年まで100年近くにわたって松竹系の映画館が存在した。1916年に日本館が開館し、1950年12月に改築して東洋座と改称。座席数は1,000席程度であり、美空ひばりなどの歌謡ショーが行われた時期もあった。1954年4月2日上映の『伊豆の踊子』からは松竹の封切館となり、1958年8月12日に松竹東洋座・広島名画座の2スクリーン体制に改装。この時期の建物は福屋八丁堀東館の建設が始まる1972年11月まで使用された。1972年以後の閉館期間中は、広島スカラ座が松竹の封切館業務を行った。
東館全面開店に先駆けた1975年4月26日、東館8階に松竹系封切館の松竹東洋座と独立系封切館の広島名画座が設けられ再スタートを切った。2001年に尾道市の尾道松竹が閉館して以降は県内唯一の松竹系映画館となっていたが、2008年4月30日に閉館し賃貸借契約を終えた。その後は広島バルト11と109シネマズ広島が松竹系の作品上映を行っていたが、2025年3月24日、広島駅ビルASSE跡地の新駅ビル・minamoa内に松竹マルチプレックスシアターズ運営のシネマコンプレックス『MOVIX広島駅』がグランドオープンし、17年ぶりに県内の松竹系列映画館が復活した。

### 八丁座

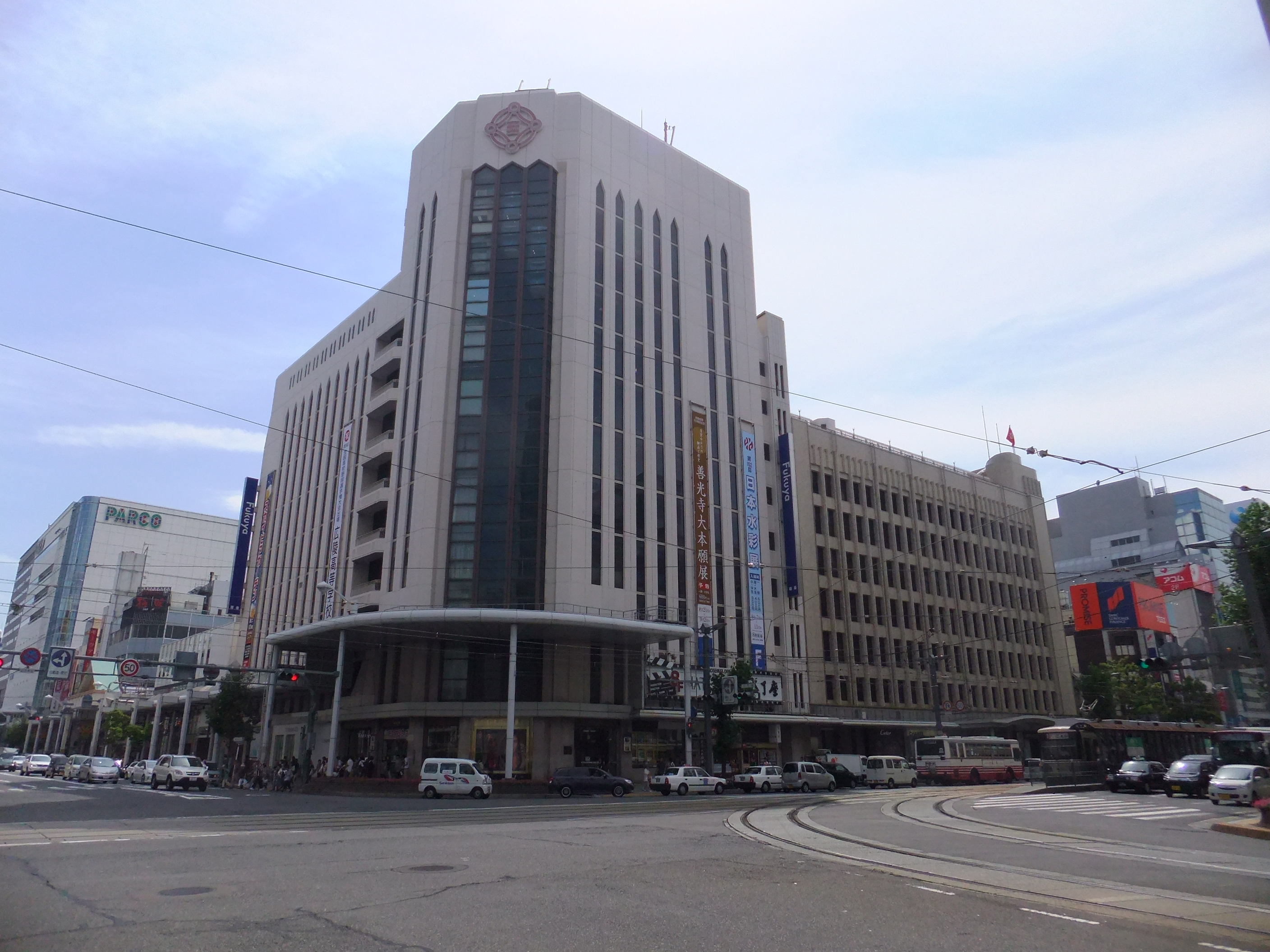
八丁座が入居する福屋八丁堀本店東館

2008年の松竹東洋座閉館後しばらく、福屋八丁堀東館8階のテナントは空き家だった。2010年夏には広島市内でサロンシネマやシネツイン本通などを運営している「序破急」が松竹東洋座跡地に映画館を開館させることを発表。館名は公募を行い、八丁堀という地名などに因んだ「八丁座」に決定した。
2010年11月26日に八丁座が開館。11月26日の初回上映作品は『男はつらいよ 寅次郎相合い傘』であり、同日にはダマー映画祭inヒロシマ（短編映画の映画祭）のオープニングセレモニーが開催された。ダマー映画祭の開会セレモニーでは女優の成海璃子がレッドカーペットを歩いている。多数のスクリーンを持つシネマコンプレックスとは異なるミニシアターながら、開館後最初の土曜日には入場者数が全国12位となった。『英国王のスピーチ』上映時には全国の映画館の中でトップテンに入っている。

## 特色

### 館内
江戸時代に娯楽の王道だった芝居小屋をイメージさせる内装となっている。その他には両国国技館の桝席もイメージされており、紅葉を基調とする広島の風景がデザインされている。トイレの洗面器には宮島焼を使用している。このように和風で統一された内装は、広島出身の映画美術監督・部谷京子が担当した。
ロビーには東映京都撮影所の大道具であるふすま絵が設置され、劇場入口にも東映撮影所の美術作品が使用されている。ふすま絵や行燈は撮影所から譲り受けたものである。カフェが併設されており、場内に飲食物を持ちこむこともできる。有機栽培コーヒーやフルーツジュースなどのソフトドリンク、ワインなどのアルコール類、アイスクリームやサンドイッチなどが提供されている。
座席数は八丁座 壱が170席、八丁座 弐が70席であり、松竹東洋座の348席、広島名画座の150席の半分以下となった。メインとなるシートの他に、バーカウンター席や畳席も用意されている。地元家具メーカーのマルニ木工に特注したシートは、幅80cm・奥行87cmのゆったりしたサイズである。八丁座 壱にはデジタル3D映像上映設備が備えられた。

### 映画図書館
2011年5月に映画評論家の花本マサミが死去すると、花本の遺族から遺品が八丁座に寄贈された。花本の遺品である10,000冊を超える書籍や、序破急社長の蔵本順子が父の代から収集していた10,000枚以上のポスターを中心にして、2013年9月19日には福屋10階に八丁座映画図書館を開館させた。映画に特化した図書館は全国でも珍しく、西日本では初だという。
名作映画の台本、映画関連書籍、パンフレット、ポスターなど、計10,000点以上を揃えていた。図書館の床面積は約120m2。書籍約3,000冊、パンフレット約4,000冊、雑誌など約2,000冊は常時閲覧可能な状態で配架されており、1,000枚以上あるポスターも常に十数枚を掲示していた。資料の貸出は行っていない。広島県安芸郡坂町の中央精機で1950年代に生産されていた映写機2台（1951年型・1953年型）も寄贈されている。
八丁座の蔵本順子館長は俳優の高倉健の大ファンである。2014年11月10日に高倉健が死去すると、遺作『あなたへ』のポスター、鉛筆で書き込みがある『鉄道員』の台本、高倉健に関する映画雑誌やパンフレットなど約30点を展示した。
2015年8月には映画図書館内で「マリリン・モンロー展」を開催し、オークションでは展示された40点のうち約30点が落札された。12月には『スター・ウォーズ/フォースの覚醒』の公開に合わせて、スター・ウォーズを核とするSF関連作品のポスター・人形など約40点が展示された。福屋による10階フロアの改装にともなって、2016年2月21日をもって映画図書館が閉館。跡地は「商業藝術」によるレストラン「アンダー ザ スカイ」となった。映画図書館には2013年の開館からのべ7,500人が来館した。